# Henschleben
Henschleben – dzielnica (Ortsteil) gminy Straußfurt w Niemczech, w kraju związkowym Turyngia, w powiecie Sömmerda, we wspólnocie administracyjnej Straußfurt. Do 30 grudnia 2019 samodzielna gmina..